# Atoka (Oklahoma)
Atoka – miasto w Stanach Zjednoczonych, w stanie Oklahoma, siedziba administracyjna  hrabstwa Atoka.